# Engomer
Engomer település Franciaországban, Ariège megyében. Lakosainak száma 314 fő (2022. január 1.). Engomer Balaguères, Castillon-en-Couserans, Cescau és Moulis községekkel határos.

## Népesség
A település népességének változása:
| Lakosok száma | 326  | 321  | 293  | 273  | 275  | 284  | 297  | 304  | 307  | 314  |
|               | 1968 | 1982 | 1990 | 2006 | 2013 | 2015 | 2017 | 2019 | 2020 | 2022 |